# Polens Folkeparti
Polskie Stronnictwo Ludowe (Det polske folkeparti, PSL) er et politisk parti i Polen. Partiet lægger vægt på nationale og kristne spørgsmål og regner sig som et agrarparti. I 2004 havde partiet omkring 120.000 medlemmer. De fik ved Polens parlamentsvalg 2019 30 medlemmer i det polske parlament Sejm.
PSL er efterfølgerpartiet til det regimetro bondepartiet ZSL fra Folkerepublikkens dage. ZSL valgte efter Solidaritets valgsejer ved parlamentsvalget i 1989 at støtte Solidaritet. I 1990 fulgte de kommunistpartiets eksempel og genetablerede sig som et nyt parti. Man valgte at knytte sig til agrartraditionen fra før 1990 og tog det traditionsrige navn PSL. Dette navn nød stor anseelse, da PSL efter 2. Verdenskrig havde gjort alt de kunne for at hindre, at kommunisterne tog al magt i Polen, men måtte give op, da formanden blev tvunget i landflygtighed. Navnet PSL har dybe historiske rødder tilbage til bondebevægelsen i 1800-tallet. PSL sendte parlamentsmedlemmer til det østrigske Rigsråd fra den del af Galicien, som blev kontrolleret af Østrig-Ungarn.

## Søsterpartier i Norden
- Norge: Senterpartiet
- Island: Framsóknarflokkurinn
- Sverige: Centerpartiet
- Finland: Centern og Svenska Folkpartiet
- Åland: Centern